# Ecorregión marina islas Georgias del Sur
La ecorregión marina islas Georgias del Sur (en  inglés South Georgia) (220) es una georregión ecológica situada en aguas marinas próximas a la Antártida. Se la incluye en la provincia marina mar de Scotia de la ecozona oceánica océano Austral (en inglés Southern Ocean).
Esta ecorregión se distribuye en las aguas y costas que rodean a las subantárticas islas Georgias del Sur, en el océano Atlántico Sur, próximo al océano Antártico.